# Yuri Petrovich Lubimov

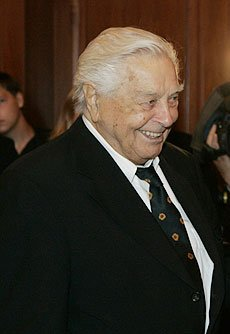
Yuri Petrovich Lubimov (2007)

Yuri Petrovich Lubimov (30 de Setembro de 1917 — 5 de Outubro de 2014) é um ator e o diretor, o fundador do Teatro Taganka. 
Depois do serviço no Exército Soviético durante a Segunda Guerra Mundial, Lyubimov juntou o Teatro de Vakhtangov. Em 1953, ele recebeu o Prêmio de estado de URSS. Lyubimov começou a ensinar em 1963 e formou o Teatro Taganka no próximo ano.
- Website on Lyubimov